# Ustjurt-Plateau

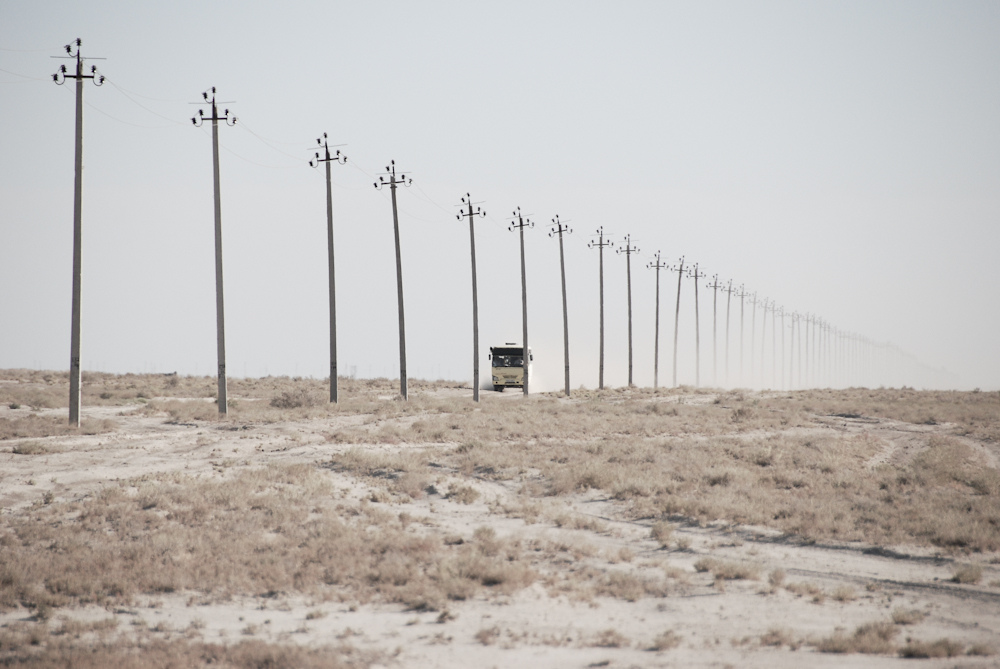
Am Ustjurt-Plateau in Usbekistan

Das Ustjurt-Plateau oder Ust-Urt-Plateau ist eine ausgedehnte, wüsten- bis steppenartige Hochebene in Mittelasien. Sie gehört zum Tiefland von Turan und liegt zwischen Kaspischer Senke und Westlichem Aralsee auf dem Staatsgebiet von Usbekistan, Turkmenistan und Kasachstan. Das Plateau ist etwa 180.000 km² groß und hebt sich mit einer 60 bis 150 m hohen Steilstufe von seiner Umgebung ab. Seine Meereshöhe beträgt im Mittel 160 bis 200 m, die höchste Erhebung liegt bei 370 m. Der Name Ust-Urt bedeutet nach M. Goeje (1875) „Hochland“.
Geologisch handelt es sich um ein Tafelland aus einer großen Mergel- und Kalkplatte, in deren Senken sich Salzseen gebildet haben. Unterhalb des Plateaus kommen Erdöl und Erdgas vor. Nach Oberflächengestalt und Bewuchs werden vier Gebiete unterschieden:
- weite, völlig ebene Lehmregionen
- die große Salzregion am Aralsee
- einige hügelige Sandgebiete im Südosten
- die Mergel-Region im Osten.

Pflanzengeografisch und geologisch besteht Verwandtschaft zu den südlichen Ausläufern des Uralgebirges, die sich als Hügelkette der Mugodscharen etwa 500 km zum Nordwesten des Nördlichen Aralsees fortsetzen.
Die nach Westen weit in den Kaspisee vorragende Halbinsel Mangyschlak wird meist zum Ust-Urt gezählt, hat jedoch quer dazu verlaufende Gebirgsachsen. Am Nordrand des Plateaus erreicht sie im Mangghystau-Gebirge (Gora Bessoki) eine Meereshöhe von 556 Meter.
An Fließgewässern ist der Ust-Urt sehr arm. Im Nordwesten fließt der Tschegan, verliert sich aber bald in der Wüste. Das einzige Flüsschen Arass-Kuil auf der Ostseite wendet sich nach Westen, im Sommer vertrocknet es aber großteils.

## Geologie
Alexander von Humboldt führte um 1830 erste geologische Forschungen durch. Er stellte geognostisch und orografisch einen Zusammenhang zum Ural fest, u. a. in der fast parallelen Ausrichtung der Centralaxen. Geologisch ist der Ust-Urt jedoch jünger (siehe unten) und baut sich großteils aus horizontalen Tertiärschichten auf.
Der nordwestliche Rand des Plateaus zeigt eine ununterbrochene Reihe tiefer Einschnitte, deren Terrassen oft von großen Trümmern eines Muschel-Konglomerates bedeckt sind. Man hat sie daher schon vor über 100 Jahren als Spuren einer früheren Küste gedeutet.
Die heutige Geologie sieht hier einen Zusammenhang mit dem Sarmatischen Meer, das sich nach dem Oligozän vom Mittelmeer über das Schwarze und Kaspische Meer bis zur mittelasiatischen Senke erstreckte. An seinen Ufern setzten sich fluviale Sedimente aus den angrenzenden Gebirgen ab, die etwa gleichzeitig mit den Alpen aufgefaltet wurden. Die sarmatischen Sedimente des früheren Meeres bestehen aus Tonmineralen, Sand, Sandstein, Konglomeraten und Kalk. Spätere Krustenbewegungen verdrängten das Meer in einen kleinen Teil des südlichen Turan, während der Norden angehoben wurde.
Im Pliozän (vor 3–6 Mill. Jahre) kam das Meer nochmals zurück, erreichte aber nicht mehr die früheren Ausmaße und schuf die Grenze zwischen der Hochebene Ust-Urt und der Wüste Karakum sowie den Ungus (ein abflussloses Tal inmitten der Wüste). Die tektonischen Bewegungen erzeugten neben vielen kleinen Senken auch das Aralbecken, das einem Teil des eingesunkenen Sockels entspricht.
Mit Ausnahme des etwas erhöhten Mittelteils ist das Tafelland recht einheitlich aufgebaut und besteht aus waagrecht liegenden Mergeln und Kalken des mittleren und oberen Sarmats, darunter liegen rote Sande und Tone, unter diesen eisenschüssige Sande und Konglomerate des Aquitans. Im Südteil verläuft der Erosionsrand der Tafel vom Karabugas-Golf nach Südosten bis zur Karakum-Wüste und macht diese Unterlage sichtbar, ebenso einige Rinnen und Wannen auf der Hochebene selbst.
An ihrem Nordrand ist auch die Unterlage des Miozän aufgeschlossen: alle Schichtfolgen von Oligozän, Eozän und Paläozän sind vorhanden, in größerer Randentfernung auch die Oberkreide. Sie liegen fast horizontal – mit geringer Neigung nach Süden – und sind ungefaltet, was den Ust-Urt als eigenständigen Block betont. Nur zwischen Oligozän und Miozän zeigt eine schwache Diskordanz tektonische Bewegungen dieses Zeitraums an. Auch in der jüngeren Geschichte bis vor 20.000 Jahren wurden die Steilabhänge des Plateaus noch einmal von einem Binnensee umspült, das zu dieser Zeit aber nicht mehr mit den Weltmeeren verbunden war, sondern vom Amudarja gespeist wurde, der auch die riesigen Sandmengen in die Wüste brachte und sich dabei immer wieder ein neues Bett suchte.

## Tier- und Pflanzenwelt
Das wüstenhafte Ustjurt-Plateau ist Heimat von verschiedenen – teils seltenen – Tierarten wie Saiga-Antilopen, Karakalen und Steppenwildschafen (Transkaspischer Urial). Weiterhin leben verschiedene Reptilien- und Nagerarten auf dem Plateau. Die flachwellige Bodenstruktur bietet auch diversen Raubvögeln ein Jagdrevier, so beispielsweise dem Turkmenen-Uhu, dem Würgfalken oder dem Mönchsgeier. Das Ustjurt-Plateau beheimatete einst asiatische Geparde (Acinonyx jubatus raddei, lebt nur noch im Iran und ist akut vom Aussterben bedroht) und verschiedene Unterarten der Kropfgazelle. Aufgrund der klimatischen Veränderungen durch die Wasserableitung aus Amu Darja und Syr Darja für die Bewässerung der Baumwollmonokulturen in Usbekistan hat sich auch die Flora und Fauna des Ustjurt-Plateaus verändert. Der genaue Bestand der einzelnen Tierarten ist weitgehend unbekannt, da das Plateau abgelegen liegt und keine Straßen oder Eisenbahnlinien vorhanden sind. Ein bedeutendes Schutzgebiet am Südrand des Plateaus ist das Kaplankyr-Naturreservat in Turkmenistan. Ein in Kasachstan gelegener Teil des Ustjurt-Plateaus ist ebenfalls ein staatliches Naturreservat.